# Maria Gaftea
Maria Gaftea (n. 16 iunie 1961, Iași, România) este o jucătoare și antrenoare română de tenis de masă, cunoscută pentru revenirea sa spectaculoasă în competiții după o pauză de peste două decenii. Este multiplă campioană națională și europeană în categoria veteranilor, activând în competiții internaționale chiar și după vârsta de 60 de ani.

## Biografie
Maria Gaftea s-a născut în Iași și a început să practice tenisul de masă de la o vârstă fragedă, fiind descoperită de Șumulea Mihai, antrenorul care i-a dat o șansă. A fost legitimată când avea doar 12 ani la clubul Tractorul Brașov și a concurat în competiții naționale până în anii ’90. După o pauză competițională de 22 de ani, a revenit în tenisul de masă la vârsta de 50 de ani.

## Carieră sportivă
După revenirea în activitate, Maria Gaftea a obținut numeroase rezultate remarcabile în categoria veteranilor:
- 2013 – Campioană europeană la dublu (alături de Marina Vintilă Popa) și medalie de bronz la simplu, la Campionatul European pentru veterani desfășurat la Bremen, Germania. [2]
- 2016 – Medalie de aur la dublu la Campionatul European pentru veterani desfășurat în Finlanda.[1]
- 2018 – Medalie de bronz la Campionatul Mondial de veterani desfășurat la Alicante, Spania.[3]
- 2024 – La vârsta de 63 de ani, a câștigat patru medalii la turneul internațional Antalya International Masters: aur la dublu feminin (alături de Isik Ertufan), argint la simplu, bronz la dublu mixt (alături de Murat Eris) și aur la categoria Open peste 50 de ani.[4]

Pe plan intern, a fost de trei ori campioană națională la categoria 50–59 ani și a cucerit medalii și în Superliga de tenis de masă.

## Activitate profesională
În prezent, ea ocupă rolul de antrenor-jucător al echipei feminine de tenis de masă a Politehnicii Iași, contribuind semnificativ la promovarea echipei în Superliga națională. Sub îndrumarea sa, echipa a obținut rezultate remarcabile, inclusiv o promovare dramatică în Superligă, decisă după numărarea punctelor în meciul de baraj împotriva CSM Moinești.
Pe lângă activitatea de antrenorat, Maria Gaftea este implicată în dezvoltarea tinerilor sportivi. Un exemplu notabil este pregătirea lui Andrei Țîbîrnă, un tânăr talentat care a reprezentat România la Gimnaziada 2025, o competiție internațională majoră pentru sportivii sub 15 ani.
Pentru a-și consolida cariera de antrenoare, Maria Gaftea a urmat cursuri de specializare, inclusiv un examen de engleză necesar pentru obținerea diplomei de antrenor. Ea și-a exprimat dorința de a deschide propria sală de antrenament și de a forma o echipă de fete pe care să o ducă spre titlul național.